# Joaquim Kapango flygplats
Joaquim Kapango flygplats, även känd som Cuito flygplats är en flygplats i centrala Angola som servar staden Cuíto, huvudort i provinsen Bié. 
Flygplatsen är namngiven efter Joaquim Kapango, en politiker, soldat och frihetskämpe under angolanska självständighetskriget. Flygplatsen var stängd fram tills 2009, då den öppnades igen av den angolanska regeringen i hopp om att den skulle hjälpa öka den ekonomiska tillväxten i provinsen.
Flygplatsens IATA-kod är SVP och dess ICAO-kod är FNKU. Flygplatsen är belägen på 1 712 meters höjd. Joaquim Kapango flygplats har en asfalterad landningsbana som är 2 500 meter lång och går i kompassriktningarna 8/26. Flygplatsen är idag otrafikerad av större flygbolag. Navigationssystem saknas utöver en NDB, non-directional beacon.